# Rolando Rubalcava
Rolando Rubalcava, né le 22 juillet 1925, est un ancien joueur mexicain de basket-ball.